# Дикчан
Дикчан е местност и горско стопанство в община Сатовча, в Родопския рид Дъбраш. Местността се намира в най-високата част на общината под връх Унден, а след построяването на база на горското стопанство край река Бистрица, се използва и терминът „Новия Дикчан“.
На територията на горското стопанство се намират защитените територии Конски дол и Тъмната гора, както и държавната дивечовъдна станция Дикчан. В местността Дикчан съществуват две хижи и още една постройка, които служат за покриване на нуждите на дивечовъдната станция.